# Antasia flavicapitata
Antasia flavicapitata là một loài bướm đêm trong họ Geometridae.